# Dicranomyia (Dicranomyia) simulans simulans
Dicranomyia (Dicranomyia) simulans simulans is een ondersoort van de tweevleugelige Dicranomyia (Dicranomyia) simulans uit de familie steltmuggen (Limoniidae). De ondersoort komt voor in het Nearctisch gebied.